# Sexbox
Sexbox è il primo singolo estratto dall'album No Relations della cantautrice e ballerina statunitense LaToya Jackson. Fu pubblicato nel 1991.

## Descrizione
Il brano contiene campionamenti da Get Up (I Feel like Being a) Sex Machine di James Brown e fa riferimento a Like a Virgin di Madonna.

## Accoglienza e successo commerciale
Il singolo uscì su etichetta Pump Records, una divisione della Dino Records, e raggiunse la 23ª posizione nella classifica olandese divenendo il secondo più grande successo della carriera della Jackson nei Paesi Bassi.

## Promozione
L'uscita del singolo fu accompagnata da una grande campagna promozionale nei Paesi Bassi e in Germania. 
La cantante interpretò il brano in vari programmi televisivi tedeschi e olandesi accompagnata da un gruppo di ballerini olandesi. Tra queste trasmissioni si annoverano Gottschalk, NDR Talk-Show e Up'n Swutch. 
In Spagna la popstar si esibì con la stessa canzone nel programma di Jesús Hermida aggiungendovi Playboy, dallo stesso album. In contemporanea promosse la sua autobiografia La Toya: Growing Up in the Jackson Family e fece il suo secondo servizio fotografico per il periodico Playboy a novembre 1991.

## Classifiche
| Classifica (1991) | Posizione massima |
| ----------------- | ----------------- |
| Paesi Bassi       | 23                |

## Tracce
1. Sexbox (Album Version) – 4:02
2. Sexbox (Album Version Instrumental) – 4:02
3. Sexbox (Radio Version) – 3:57
4. Sexbox (Extended Album Version) – 7:22
5. Sexbox (12" Version) – 7:14
6. Sexbox (12" Version Instrumental) – 7:14